# 恐怖分子
『恐怖分子』（きょうふぶんし、原題：恐怖份子、英題：Terrorizers）は1986年製作の台湾映画。エドワード・ヤン監督。
1987年金馬奨最優秀作品賞、第40回ロカルノ国際映画祭銀豹賞、第32回アジア太平洋映画祭最優秀脚本賞を受賞。
日本での一般公開は1996年で、2015年にはデジタルリマスター版が劇場上映された。

## あらすじ
主な登場人物は、カメラ小僧のシャオチェン、彼が一目惚れする不良少女シューアン、小説家の妻イーフェンと医師の夫リーチョン夫婦の4人。
ある日、カメラ小僧は銃声を聞いて現場に駆け付け、ケガを負って逃走する不良少女を撮影して一目惚れし、不良のたまり場に暗室用の部屋を借りる。
同じ頃、作家妻は小説が書けなくて悩み、医師夫は課長昇進のチャンスを掴んで上司部長に取り入ろうとしていた。
やがてケガで動けない不良少女はイタズラ電話を始め、その電話を受けた作家妻は電話に触発されて創作意欲に目覚めるが、一方、小説を理解しない医師夫とは気持ちが離れ、元カレの編集者とヨリを戻していく。
また、不良少女はイタズラ電話の次に売春に手を出し、偶然にもカメラ小僧と出会うが二人の関係が深まることはなかった。しばらくして作家妻が文学賞を受賞する。怪電話がかかってきて、最後に夫が妻を殺して自殺するという内容の小説である。
そして医師夫に不幸が訪れ、課長昇進が消えて、妻と編集者の仲睦まじい現場を見てしまう。それを隠し彼は友人の刑事を訪ね、昇進と偽って祝い酒を酌み交わす。朝、刑事が目覚めると医師夫の姿がなく拳銃が消えている。医師夫は銃を使って上司部長を殺し、妻の愛人編集者も殺し、警察に追われる身になっていた。〔ところが実は〕それは医師夫が望んだ“妄想の展開”で、現実には刑事の家で拳銃自殺をしていて、その頃、妻と編集者はベッドを共にしていた。

## キャスト
- イーフェン（周郁芬）：コラ・ミャオ（繆騫人）
- リーチュン（李立中）：リー・リーチュン（李立群）
- シェン（沈）：チン・スーチェ（金士傑）
- クー警部（顧警部）：クー・パオミン（顧寶明）
- シューアン（淑安）：ワン・アン（王安）
- シャオチャン（小強）：マー・シャオチュン（馬邵君）

## スタッフ
- 監督：エドワード・ヤン（楊徳昌）
- 脚本：エドワード・ヤン（楊徳昌）、シャオイエー（小野）
- 製作：リン・ドンフエイ（林登飛）
- 撮影：チャン・ツァン（張展）
- 編集：リャオ・チンソン（廖慶松）
- 音楽：ウォン・シャオリャン